# Осипович, Геннадий Николаевич
Геннадий Николаевич Осипович (25 сентября 1944, Кемерово, РСФСР, СССР — 23 сентября 2015, Майкоп, Россия) — советский военный лётчик, 1 сентября 1983 года сбивший над Сахалином южнокорейский «Боинг‑747».

## Биография
Родился 25 сентября 1944 года в городе Кемерово, где окончил 11 классов «политехнической» (с обучением на токаря) школы, а также местный аэроклуб, где прошёл обучение на Як-18У.

### Военная служба
В 1963 году поступил в Армавирское высшее военное авиационное училище лётчиков ПВО, где в течение нескольких лет проводился эксперимент — курсанты, не тратя время на самолёты первоначального обучения, осваивали МиГ-15УТИ, а в дальнейшем сразу пересаживались на МиГ-17.

#### Служба в строевых частях
В 1967 году после окончания училища курсанту Осиповичу было присвоено воинское звание «лейтенант» и квалификация военного лётчика 2-го класса. После чего Осипович был направлен для прохождения дальнейшей службы на Дальний Восток и получил назначение в 530-й истребительный авиационный полк 11-й отдельной армии ПВО (Чугуевка, Приморского края). В октябре 1968 года военный лётчик 1-го класса Осипович был переведён в 47-й истребительный авиационный полк, той же армии ПВО, базировавшийся на аэродроме Унаши в 14,5 км к северу от Находки, где продолжил летать на МиГ-17. Пришлось в это время полку побывать и в обстановке, ещё более приближённой к боевой — в марте 1969 года во время боёв на острове Даманский на случай всяких неожиданностей 47-й ИАП перебрасывался на аэродром Ласточка близ города Спасск-Дальний. Весной 1970 года личный состав 47-й ИАП начал переучивание на перехватчик Су-15, вместе со всеми переучивался в Саваслейке в Нижегородской области и Осипович, предварительно полетав немного и на Су-7У, который оставил о себе не слишком приятные впечатления, особенно на посадке. Су-15 первых серий были прозваны в полку «мустангами» за высокую посадочную скорость. Позднее в полку появились и самолёты, оснащённые системой УПС («с наплывом»), а в 1973 году пришли и Су-15ТМ. Старший лейтенант Осипович успел полетать и на этих машинах, но в конце года перед заменой командир полка П. А. Филь практически на месяц отправил его в дежурное звено. В этот период Осиповичу пришлось несколько раз вылетать на сопровождение ходившего вдоль советской границы американского разведчика RB-66. Во время одного из таких сопровождений его Су-15 был по указаниям с земли выведен на цель столь точно, что… лётчик ничего не увидел. Ситуация прояснилась лишь тогда, когда он решил поднять, голову — прямо над перехватчиком заслоняло половину неба пузище «Дестройера». Однако такие встречи всегда заканчивались мирно — дело-то происходило над ничейной территорией….
С 1973 года капитан, а затем майор Осипович попал служить в 153-й истребительный авиационный полк ПВО, 16-го корпуса ПВО Московского округа ПВО дислоцированный в Моршанске. Служил в полку на должностях командира звена и эскадрильи, затем в приказном порядке, вопреки своему желанию, был назначен замполитом полка. Для того чтобы вернуться на лётную работу настаивает на переводе его в другую часть.
В 1976 году был переведён на Сахалин (аэродром Сокол) командиром эскадрильи в 777-й истребительный авиационный полк (40-я истребительная авиационная дивизия) под командованием подполковника А. М. Корнукова, будущего главкома ВВС. На вооружении полка находились Су-15 ранних модификаций, уже успевшие послужить в других частях и переданные сюда в связи с поступлением в те полки новой техники. Служба в полку была весьма специфической — вероятный противник, не пересекая границу, провоцировал советскую ПВО реагировать на своё появление, заставляя поднимать в небо истребители и активизировать радиолокационные средства, что, собственно, и являлось его целью.
В этот период в его лётной практике имело место чрезвычайное происшествие — срыв фонаря кабины на пробеге, к счастью, окончившийся для него без последствий для здоровья. Во второй половине лета 1983 года заместитель командира по лётной работе 777-го ИАП ПВО подполковник Осипович приступил к работе по переучиванию личного состава полка на истребители МиГ-23 и МиГ-31.

#### Катастрофа южнокорейского «Боинга 747» в районе Сахалина

Плановый и реальный маршруты борта Boeing 747

В ночь с 31 августа на 1 сентября 1983 года, неопознанный самолёт вошёл в воздушное пространство СССР со стороны Берингова моря. Подполковник Осипович в ту ночь находился на боевом дежурстве в войсках ПВО на Сахалине. Неожиданная боевая тревога была объявлена в пятом часу утра, Осипович не придал этому особого значения, так как в 1983 году самолёты-разведчики США очень часто нарушали границы СССР. Осипович взлетел на своём Су-15ТМ (бортовой № 17 «красный») и набрал 8500 метров. По радио ему передали, что спереди обнаружен самолёт-нарушитель. Осипович увидел огни летательного аппарата на удалении в 30 километров. Также были заметны два ряда светящихся иллюминаторов. Осипович утвердительно ответил на вопрос наземного оператора о том, горят ли мигалки, стало понятно, что это либо транспортный самолёт, либо пассажирский. Осиповичу было приказано принудить самолёт к посадке из-за нарушения государственных границ. Исполняя приказ, Осипович вышел на одну высоту с «Боингом», чтобы другой пилот мог увидеть боевой истребитель рядом с собой, после чего подполковник начал мигать бортовыми огнями. Таким образом, он выполнил международные правила полёта и дал специальный код, который предупреждает другой самолёт о нарушениях границы. Однако никакой ответной реакции не последовало. Исполняя последующий приказ, Осипович дал предупредительный залп из пушки, затем ещё три очереди по встречному курсу на упреждение. Но и тут не последовало реакции. После этого поступил приказ от командира 40-й истребительной авиационной дивизии генерал-майора А. М. Корнукова на уничтожение цели. В этот момент «Боинг» находился недалеко от Невельска. Осипович сделал обходной манёвр и зашёл на «Боинг» снизу. Было выпущено две ракеты: тепловая попала в двигатель, а радиолокационная — под хвост. После этого огни у «Боинга» погасли и он рухнул в воду у острова Монерон юго-восточнее Сахалина, а Осипович доложил об уничтоженной цели и возвратился на свой аэродром.

#### Продолжение службы
В сентябре 1983 года подполковник Осипович был назначен старшим штурманом в 761-й учебный авиационный Полоцкий орденов Суворова и Кутузова полк, входивший в состав Армавирского Краснознамённого высшего военного авиационного училища лётчиков ПВО, который дислоцировался на аэродроме Ханская близ города Майкоп. Здесь он осваивал МиГ-21 бис. В августе 1984 года Осипович был награждён. Столь длительный срок между перехватом и награждением объяснялся тем, что начальство не знало, как быть: наградить — вызвать недовольство на Западе (а от этого инцидента требовалось уйти как можно скорее), а не награждать неудобно. На лётчика были составлены и последовательно отклонены представления на ордена Ленина, а потом — Красного Знамени. В итоге Осиповича наградили в группе с другими офицерами орденом Красной Звезды с формулировкой «за успехи в боевой и политической подготовке».
В августе 1986 года Осипович с группой лётчиков полка отправился в Чирчик (Узбекистан) для перегонки в полк десяти прошедших ремонт МиГ-21бис. Взлёт прошёл нормально, и группа направилась к первому промежуточному пункту маршрута — аэродрому Мары-2 (Туркменистан). При прохождении третьего разворота перед посадкой у МиГа, который пилотировал Осипович, кончилось топливо. Самолёт мгновенно потерял управляемость — перестали работать бустеры — и посыпался вниз. Не удалось даже вывести его из крена. В этой ситуации ничего, кроме катапультирования, уже не оставалось. МиГ-21, благополучно миновав приаэродромные постройки, даже не загоревшись, плашмя рухнул на хлопковое поле. Лётчику, однако, не повезло — при приземлении он упал на глинобитную площадку — такыр и получил компрессионный перелом позвоночника. Ходить травма ещё позволяла, а летать — уже нет. В результате подполковник Осипович, имея налёт более 3400 часов, был списан с лётной работы и продолжил службу в должности штатного руководителя полётов 761 УАП.
5 ноября 1989 года подполковник Осипович был уволен из армии в запас.

### Дальнейшая судьба
После увольнения проживал в городе Майкопе, работал в охране на Майкопском редукторном заводе. Жизнь на пенсии первые годы протекала спокойно, но с отменой в начале 1990-х годов цензуры о покое пришлось забыть — в прессе возник интерес к «белым пятнам» недавней истории, и в Майкоп зачастили журналисты (одной из первых публикаций стала большая статья во многих номерах «Известий» в начале 1991 года). Пиком стал 1993 год — десятая годовщина перехвата. Фотографии Осиповича снова стали появляться в газетах. Начали приезжать и зарубежные исследователи, настаивавшие на доскональных
ответах на вопросы о том, что же всё-таки произошло в ту ночь. Спрашивающие частенько просто не понимали, что такое полёт на реактивном истребителе, тем более ночью, и продолжали ставить в тупик — таких подробностей того полёта припомнить было решительно невозможно.
После 1993 года настала некоторая передышка. Впрочем, в 1998-м и 2003-м наплыв гостей — правда, в меньших количествах, но на этот раз и с телеканала НТВ — повторялся. О тех событиях сняли документальный фильм, в котором свои комментарии случившемуся давал и Осипович. В 1993 году японские телевизионщики, снимая свой документальный фильм, свозили Осиповича на Сахалин, где он повидал прежнее место службы, а также свой Су-15 — по списании машину с красным номером 17 установили на постамент перед Домом офицеров в Южно-Сахалинске.
Умер 23 сентября 2015 года, похоронен на кладбище в городе Майкопе.

## Награды
- орден Красной Звезды (август 1984);
- медали, в том числе:
  - «За воинскую доблесть. В ознаменование 100-летия со дня рождения Владимира Ильича Ленина» (1970);
  - «Ветеран Вооружённых Сил СССР» (1989);
  - «За безупречную службу» 1-й степени (1984).

## Память
- Истребитель подполковника Осиповича Су-15 с бортовым номером 17, на котором был сбит самолёт-нарушитель границы, установлен на постаменте перед Домом офицеров в Южно-Сахалинске.
- Су-15, а точнее то, что от него осталось, 13 ноября 2021 отправился на аэродром Пушистый (г. Корсаков Сахалинской области).